# Mistrzostwa Azji w Rugby 7 Mężczyzn 2012
Mistrzostwa Azji w Rugby 7 Mężczyzn 2012 (HSBC Asian Sevens Series 2012) – czwarte mistrzostwa Azji w rugby 7 mężczyzn, oficjalne międzynarodowe zawody rugby 7 o randze mistrzostw kontynentu organizowane przez ARFU mające na celu wyłonienie najlepszej męskiej reprezentacji narodowej w tej dyscyplinie sportu w Azji. Zostały rozegrane w formie czterech turniejów, w tym trzech rankingowych, rozegranych pomiędzy 1 września a 3 listopada 2012 roku.
Mistrzem Azji została reprezentacja Hongkongu, występując we wszystkich trzech finałach i wygrywając dwa z nich.

## Informacje ogólne
Cykl składał się z czterech turniejów, a punkty do klasyfikacji generalnej przysługiwały w trzech z nich. Pierwsze dwa zawody zgromadziły dwanaście drużyn, w trzecim rywalizowało zaś szesnaście. W walce o tytuł mistrzowski wzięło udział szesnaście zespołów. Mistrzem Azji zostawała drużyna, która po rozegraniu trzech rankingowych turniejów – w Szanghaju, Kota Kinabalu i Mumbaju – zgromadziła najwięcej punktów, które były przyznawane za zajmowane w nich miejsca:
| Miejsce | Punkty |
| ------- | ------ |
| 1       | 16     |
| 2       | 15     |
| 3       | 14     |
| 4       | 13     |
| 5       | 12     |
| 6       | 11     |
| 7       | 10     |
| 8       | 9      |
| 9       | 8      |
| 10      | 7      |
| 11      | 6      |
| 12      | 5      |
| 13      | 4      |
| 14      | 3      |
| 15      | 2      |
| 16      | 1      |

Według wyników klasyfikacji generalnej rozstawiono również uczestników czwartych zawodów, w Singapurze, który był jednocześnie azjatycką kwalifikacją do Pucharu Świata, a spośród dwunastu reprezentacji awans do turnieju finałowego uzyskały czołowe trzy. Czołowa trójka cyklu uzyskała awans do turnieju Hong Kong Sevens 2013 rozegranego w ramach IRB Sevens World Series sezonu 2012/2013, uzyskując szansę na uzyskanie statusu stałego uczestnika w sezonie 2013/2014.
Liczba stałych uczestników cyklu zwiększyła się z czterech do dziesięciu i zostali nimi Chiny, Hongkong, Japonia, Kazachstan, Malezja, Filipiny, Singapur, Korea Południowa, Sri Lanka i Tajlandia.
Drugi sezon z rzędu sponsorem tytularnym zawodów był HSBC, zgodnie z wcześniejszymi zapowiedziami zwiększono liczbę turniejów rankingowych do trzech.
Podczas wszystkich zawodów sezonu odbyły się treningi i pokazy dla dzieci.

## Turnieje

### Borneo Sevens 2012
| Miejsce | Reprezentacja                |
| ------- | ---------------------------- |
| 1       | Japonia                      |
| 2       | Hongkong                     |
| 3       | Chiny                        |
| 4       | Korea Południowa             |
| 5       | Chińskie Tajpej              |
| 6       | Filipiny                     |
| 7       | Kazachstan                   |
| 8       | Zjednoczone Emiraty Arabskie |

|  |                  |                  |           |                   |    |         |         |       |
|  | Półfinały        | Półfinały        | Półfinały |                   |    | Finał   | Finał   | Finał |
|  | Półfinały        | Półfinały        | Półfinały |                   |    | Finał   | Finał   | Finał |
|  |                  |                  |           |                   |    |         |         |       |
|  |                  |                  |           |                   |    |         |         |       |
|  | Japonia          | Japonia          | 38        |                   |    |         |         |       |
|  | Japonia          | Japonia          | 38        |                   |    |         |         |       |
|  | Chiny            | Chiny            | 5         |                   |    |         |         |       |
|  | Chiny            | Chiny            | 5         |                   |    | Japonia | Japonia | 33    |
|  |                  |                  |           |                   |    | Japonia | Japonia | 33    |
|  |                  |                  | Hongkong  | Hongkong          | 22 |         |         |       |
|  | Hongkong         | Hongkong         | Hongkong  | Hongkong          | 22 | 40      |         |       |
|  | Hongkong         | Hongkong         |           |                   |    |         |         |       |
|  | Korea Południowa | Korea Południowa | 12        |                   |    |         |         |       |
|  | Korea Południowa | Korea Południowa | 12        | Mecz o 3. miejsce |    |         |         |       |
|  |                  |                  |           |                   |    |         |         |       |
|  |                  |                  |           |                   |    |         |         |       |
|  |                  |                  |           |                   |    |         |         |       |
|  | Chiny            | Chiny            | 19        |                   |    |         |         |       |
|  | Chiny            | Chiny            | 19        |                   |    |         |         |       |
|  | Korea Południowa | Korea Południowa | 14        |                   |    |         |         |       |
|  | Korea Południowa | Korea Południowa | 14        |                   |    |         |         |       |

### Shanghai Sevens 2012
| Miejsce | Reprezentacja                |
| ------- | ---------------------------- |
| 1       | Hongkong                     |
| 2       | Chiny                        |
| 3       | Chińskie Tajpej              |
| 4       | Korea Południowa             |
| 5       | Sri Lanka                    |
| 6       | Tajlandia                    |
| 7       | Filipiny                     |
| 8       | Zjednoczone Emiraty Arabskie |

|  |                  |                  |           |                   |    |          |          |       |
|  | Półfinały        | Półfinały        | Półfinały |                   |    | Finał    | Finał    | Finał |
|  | Półfinały        | Półfinały        | Półfinały |                   |    | Finał    | Finał    | Finał |
|  |                  |                  |           |                   |    |          |          |       |
|  |                  |                  |           |                   |    |          |          |       |
|  | Hongkong         | Hongkong         | 40        |                   |    |          |          |       |
|  | Hongkong         | Hongkong         | 40        |                   |    |          |          |       |
|  | Chińskie Tajpej  | Chińskie Tajpej  | 7         |                   |    |          |          |       |
|  | Chińskie Tajpej  | Chińskie Tajpej  | 7         |                   |    | Hongkong | Hongkong | 40    |
|  |                  |                  |           |                   |    | Hongkong | Hongkong | 40    |
|  |                  |                  | Chiny     | Chiny             | 10 |          |          |       |
|  | Chiny            | Chiny            | Chiny     | Chiny             | 10 | 26       |          |       |
|  | Chiny            | Chiny            |           |                   |    |          |          |       |
|  | Korea Południowa | Korea Południowa | 17        |                   |    |          |          |       |
|  | Korea Południowa | Korea Południowa | 17        | Mecz o 3. miejsce |    |          |          |       |
|  |                  |                  |           |                   |    |          |          |       |
|  |                  |                  |           |                   |    |          |          |       |
|  |                  |                  |           |                   |    |          |          |       |
|  | Chińskie Tajpej  | Chińskie Tajpej  | 26        |                   |    |          |          |       |
|  | Chińskie Tajpej  | Chińskie Tajpej  | 26        |                   |    |          |          |       |
|  | Korea Południowa | Korea Południowa | 7         |                   |    |          |          |       |
|  | Korea Południowa | Korea Południowa | 7         |                   |    |          |          |       |

### Mumbai Sevens 2012
| Miejsce | Reprezentacja    |
| ------- | ---------------- |
| 1       | Hongkong         |
| 2       | Japonia          |
| 3       | Chińskie Tajpej  |
| 4       | Tajlandia        |
| 5       | Sri Lanka        |
| 6       | Malezja          |
| 7       | Filipiny         |
| 8       | Korea Południowa |

|  |                 |                 |           |                   |   |          |          |       |
|  | Półfinały       | Półfinały       | Półfinały |                   |   | Finał    | Finał    | Finał |
|  | Półfinały       | Półfinały       | Półfinały |                   |   | Finał    | Finał    | Finał |
|  |                 |                 |           |                   |   |          |          |       |
|  |                 |                 |           |                   |   |          |          |       |
|  | Hongkong        | Hongkong        | 54        |                   |   |          |          |       |
|  | Hongkong        | Hongkong        | 54        |                   |   |          |          |       |
|  | Chińskie Tajpej | Chińskie Tajpej | 0         |                   |   |          |          |       |
|  | Chińskie Tajpej | Chińskie Tajpej | 0         |                   |   | Hongkong | Hongkong | 28    |
|  |                 |                 |           |                   |   | Hongkong | Hongkong | 28    |
|  |                 |                 | Japonia   | Japonia           | 7 |          |          |       |
|  | Japonia         | Japonia         | Japonia   | Japonia           | 7 | 43       |          |       |
|  | Japonia         | Japonia         |           |                   |   |          |          |       |
|  | Tajlandia       | Tajlandia       | 0         |                   |   |          |          |       |
|  | Tajlandia       | Tajlandia       | 0         | Mecz o 3. miejsce |   |          |          |       |
|  |                 |                 |           |                   |   |          |          |       |
|  |                 |                 |           |                   |   |          |          |       |
|  |                 |                 |           |                   |   |          |          |       |
|  | Chińskie Tajpej | Chińskie Tajpej | 24        |                   |   |          |          |       |
|  | Chińskie Tajpej | Chińskie Tajpej | 24        |                   |   |          |          |       |
|  | Tajlandia       | Tajlandia       | 21        |                   |   |          |          |       |
|  | Tajlandia       | Tajlandia       | 21        |                   |   |          |          |       |

### Singapore Sevens 2012
W turnieju, będącym azjatycką kwalifikacją do Pucharu Świata wzięło udział dwanaście reprezentacji. Podstawę do rozstawienia zespołów stanowiły wyniki trzech rankingowych rund mistrzostw Azji. W pierwszym dniu drużyny rywalizowały systemem kołowym w czterech trzyzespołowych grupach o awans do rozegranych w tym samym dniu ćwierćfinałów, w drugim zaś odbyły się półfinały oraz mecze o poszczególne miejsca, z których pierwsze trzy były premiowane awansem na Puchar Świata.
Do półfinałów awansowały reprezentacje Japonii, Hongkongu, Korei Południowej i Filipin. Spośród tych zespołów jedynie Koreańczycy, zajmując czwarte miejsce, nie awansowali do turnieju finałowego Pucharu Świata, w zawodach zwyciężyła zaś Japonia.

## Klasyfikacja generalna ARSS
W związku z ponownie rozgorzałym sporem o Wyspy Senkaku i nacjonalistycznymi protestami w chińskich miastach skierowanych przeciwko Japonii, ARFU uznał, iż nie będzie mógł zapewnić bezpieczeństwa zawodnikom z tego kraju. Z uwagi na fakt, iż wycofanie się Japończyków nastąpiło nie z ich winy, organizatorzy cyklu postanowili, iż do klasyfikacji końcowej za turniej w Szanghaju otrzymają oni średnią arytmetyczną dwóch swoich pozostałych występów. Kazachowie nie stawili się natomiast na turniej nie otrzymawszy wiz.
| Miejsce | Reprezentacja                | Punkty | Punkty | Punkty | Punkty |
| Miejsce | Reprezentacja                | BOR    | SHA    | MUM    | Ogółem |
| ------- | ---------------------------- | ------ | ------ | ------ | ------ |
| 1       | Hongkong                     | 15     | 16     | 16     | 47     |
| 2       | Japonia                      | 16     | 15,5*  | 15     | 46,5   |
| 3       | Chińskie Tajpej              | 12     | 14     | 14     | 40     |
| 4       | Chiny                        | 14     | 15     | 8      | 37     |
| 5       | Korea Południowa             | 13     | 13     | 9      | 35     |
| 6       | Sri Lanka                    | 8      | 12     | 12     | 32     |
| 7       | Filipiny                     | 11     | 10     | 10     | 31     |
| 8       | Tajlandia                    | 6      | 11     | 13     | 30     |
| 9       | Malezja                      | 7      | 8      | 11     | 26     |
| 10      | Zjednoczone Emiraty Arabskie | 9      | 9      | 7      | 25     |
| 11      | Singapur                     | 5      | 7      | 6      | 18     |
| 12      | Kazachstan                   | 10     | –      | 5      | 15     |
| 13      | Iran                         | –      | –      | 4      | 4      |
| 14      | Indie                        | –      | –      | 3      | 3      |
| 15      | Pakistan                     | –      | –      | 2      | 2      |
| 16      | Afganistan                   | –      | –      | 1      | 1      |